# Springfield Falcons
Springfield Falcons var ett ishockeylag från orten Springfield i delstaten Massachusetts i USA. 
Springfield Falcons spelade i AHL och har varit farmarlag åt Edmonton Oilers, Columbus Blue Jackets och Arizona Coyotes.
Coyotes köpte klubben 2016 och flyttade den till Tucson, Arizona där den nu spelar under namnet Tucson Roadrunners.
På orten har istället Springfield Thunderbirds ersatt klubben i AHL, efter en grupp investerare köpte Portland Pirates och flyttade klubben till Springfield.